# Gamewell
Gamewell és una població dels Estats Units a l'estat de Carolina del Nord. Segons el cens del 2000 tenia 3.644 habitants.

## Demografia
Segons el cens del 2000, Gamewell tenia 3.644 habitants, 1.501 habitatges i 1.116 famílies. La densitat de població era de 177,2 habitants per km².
Dels 1.501 habitatges en un 27,9% hi vivien nens de menys de 18 anys, en un 57,7% hi vivien parelles casades, en un 12,7% dones solteres, i en un 25,6% no eren unitats familiars. En el 22,3% dels habitatges hi vivien persones soles el 8,2% de les quals corresponia a persones de 65 anys o més que vivien soles. El nombre mitjà de persones vivint en cada habitatge era de 2,43 i el nombre mitjà de persones que vivien en cada família era de 2,8.
Per edats la població es repartia de la següent manera: un 21,4% tenia menys de 18 anys, un 8,6% entre 18 i 24, un 29,3% entre 25 i 44, un 27,5% de 45 a 60 i un 13,1% 65 anys o més.
L'edat mediana era de 39 anys. Per cada 100 dones de 18 o més anys hi havia 97 homes.
La renda mediana per habitatge era de 39.225 $ i la renda mediana per família de 43.167 $. Els homes tenien una renda mediana de 26.654 $ mentre que les dones 22.039 $. La renda per capita de la població era de 16.536 $. Entorn del 7% de les famílies i el 9,9% de la població estaven per davall del llindar de pobresa.

## Poblacions més properes
El següent diagrama mostra les poblacions més properes.